# Syaiful Indra
Syaiful Indra Cahya (sinh ngày 28 tháng 5 năm 1992) là một cầu thủ bóng đá người Indonesia hiện tại thi đấu cho Arema Cronus ở vị trí hậu vệ.

## Sự nghiệp câu lạc bộ
Ngày 1 tháng 12 năm 2014, Anh ký hợp đồng với Persija Jakarta.

## Sự nghiệp quốc tế
Anh có màn ra mắt quốc tế cho đội tuyển quốc gia Indonesia ngày 6 tháng 2 năm 2013 ở Vòng loại Cúp bóng đá châu Á 2015 trước Iraq.

### Bàn thắng quốc tế
Syaiful Indra Cahya: Bàn thắng U-23 quốc tế
| Bàn thắng | Thời gian           | Địa điểm                                     | Đối thủ       | Tỉ số | Kết quả | Giải đấu                                        |
| --------- | ------------------- | -------------------------------------------- | ------------- | ----- | ------- | ----------------------------------------------- |
| 1         | 12 tháng 7 năm 2012 | Sân vận động Riau Main, Pekanbaru, Indonesia | U-23 Nhật Bản | 1–2   | 1–5     | Vòng loại giải vô địch bóng đá U-22 châu Á 2013 |